# 潮島郁幸
潮島 郁幸（しおじま ゆうこう、1903年 - 1971年）は、日本の占星術師。本名、一二三 利高（ひふみ としたか）。

## 経歴
イギリス留学の際に触れた西洋占星術に興味を持ち研究を深める。1965年に日本占星学研究所を設立した。
門下生にはルル・ラブアなどが居る。